# Clio (Michigan)
Clio is een plaats (city) in de Amerikaanse staat Michigan, en valt bestuurlijk gezien onder Genesee County.

## Demografie
Bij de volkstelling in 2000 werd het aantal inwoners vastgesteld op 2483. In 2006 is het aantal inwoners door het United States Census Bureau geschat op 2584, een stijging van 101 (4,1%).

## Geografie
Volgens het United States Census Bureau beslaat de plaats een oppervlakte van 3,0 km², geheel bestaande uit land. Clio ligt op ongeveer 219 m boven zeeniveau.

## Plaatsen in de nabije omgeving
De onderstaande figuur toont nabijgelegen plaatsen in een straal van 16 km rond Clio.